# Tổng (đơn vị hành chính)
Tổng là một đơn vị hành chính của một xứ. Tổng thông thường có một diện tích nhỏ, dưới cấp bộ, tỉnh, và quận hay huyện.
Một số ngoại lệ là tổng của Thụy Sĩ, một đơn vị rộng có quyền lực chính trị tương đương với cấp tỉnh hoặc tiểu bang trong Liên bang Thụy Sĩ.